# Stefan Minc
Stefan Minc (ur. 5 sierpnia 1914 w Warszawie, zm. 9 września 2003 tamże) – chemik, profesor Politechniki Gdańskiej i Uniwersytetu Warszawskiego, dziekan Wydziału Chemicznego Politechniki Gdańskiej, żołnierz II wojny światowej i specjalista z chemii fizycznej.

## Życiorys
Urodził się w rodzinie Jakuba i Bronisławy Minców. Absolwent Wydziału Matematyczno-Przyrodniczego Uniwersytetu Warszawskiego, specjalność chemia i biologia fizyczna, od 1938 – mgr filozofii w zakresie chemii. W latach 1935–1938 pracował w laboratorium badawczym Tomaszowskiej Fabryki Sztucznego Jedwabiu na Wolnej Wszechnicy Polskiej w Warszawie. Od marca 1938 był kierownikiem laboratorium Farbiarni Sztucznego Włókna w Rudzie Pabianickiej (Szwajcarska Spółka Akcyjna).
Uczestniczył w obronie Warszawy w 1939.
Pod koniec 1939 przebywał w Białymstoku, później, do lutego 1941 był inżynierem chemikiem w Fabryce Sztucznego Włókna w Mohylewie w Białoruskiej Socjalistycznej Republice Radzieckiej. Jako kierownik Centralnego Badawczego Laboratorium, opracował metodę otrzymywania wzmocnionego włókna do produkcji opon samochodowych. W lutym 1941 powołany został do pracy w Białoruskiej Akademii Nauk jako starszy asystent w Laboratorium Chemii Koloidów. Po wybuchu wojny radziecko-niemieckiej ewakuował się do Czelabińska, tam pracował w Fabryce Wojskowej nr 34, prowadząc badania nad nitrocelulozą. W 1942 został wcielony do Armii Czerwonej. W czerwcu 1943 zgłosił się jako ochotnik do 1 Dywizji Piechoty im. Tadeusza Kościuszki, w październiku odniósł rany w bitwie pod Lenino. W końcu grudnia 1943 wysłany został do Akademii Wojennej Broni Chemicznej w Moskwie, którą ukończył w sierpniu 1944. Następnie skierowany do 1 Korpusu Pancernego LWP – przeszedł cały jego szlak bojowy, biorąc czynny udział w walkach pod Wrocławiem, Berlinem, Dreznem i Pragą. 4 marca 1945 wstąpił do PPR. Przeszedł w stan spoczynku w stopniu podpułkownika. W lipcu 1945 odkomenderowany do decyzji Ministra Oświaty - skierowany do pracy na Politechnice Gdańskiej jako adiunkt katedry Chemii Fizycznej. Był jednym z pierwszych wykładowców Politechniki Gdańskiej od 1 października 1945. Do 1952 profesor Politechniki Gdańskiej. W okresie od 1947 do 30 sierpnia 1951 był dziekanem Wydziału Chemicznego Politechniki Gdańskiej. W okresie pełnienia funkcji dziekana podjął współpracę naukową z przemysłem Trójmiasta – Stocznia Gdańska, Port morski Gdańsk i Port morski Gdynia. Pozyskał dla biblioteki Wydziału Chemicznego 120 tomów periodyku „Chemical Abstracts” z lat 1907–1950.
W 1946 był mianowany zastępcą profesora, w 1947 profesorem nadzwyczajnym, w 1954 profesorem zwyczajnym. W 1947 uzyskał doktorat na Wydziale Chemicznym Politechniki Gdańskiej. Był wykładowcą w Akademii Medycznej w Gdańsku od 1948 do 1951. Od 1952 do 2003 mieszkał w Warszawie. W latach 1952–1984 pracował na Uniwersytecie Warszawskim, od 1972 do 1975 był dyrektorem Instytutu Podstawowych Problemów Chemii Wydziału Chemii. Od 1984 był na emeryturze.
W latach 1952–1954 był kierownikiem Zakładu Elektrochemii w Katedrze Chemii Fizycznej, od 1954 do 1959 kierownikiem Katedry Elektrochemii, od 1960 do 1969 Katedry Chemii Fizycznej, od 1969 kierownikiem Pracowni Elektrochemii. Miał udział w utworzeniu samodzielnego Wydziału Chemii w 1955, rozbudowy bazy dydaktycznej. Od 1955 do 1965 był w Zakładzie Elektrochemii Instytutu Chemii Fizycznej Polskiej Akademii Nauk. W latach 1958–1968 w Instytucie Badań Jądrowych w Świerku, od 1958 do 1962 zastępca dyrektora ds. nauki.
W latach 1962–1966 był podsekretarzem stanu w Ministerstwie Oświaty i Szkolnictwa Wyższego. W latach 1952–1958 pełnił funkcję zastępcy sekretarza Wydziału III Nauk Matematyczno-Fizycznych i Chemicznych Polskiej Akademii Nauk.
Członek Komitetu Nauk Chemicznych Polskiej Akademii Nauk od 1954 do 1968, Komitetu Spektroskopii PAN od 1969 do 1980, Polskiego Towarzystwa Chemicznego (1945–2003), International Society of Electrochemical (1955–), Electrochemical Society w USA (1956–). Członek PZPR od 1948, wcześniej (w latach 1944–1948) był członkiem Polskiej Partii Robotniczej.
Zapoczątkował nowoczesne kierunki badań naukowych w Polsce: spektroskopii molekularnej, roztworów (elektrolitów), chemii radiacyjnej, elektrochemii. Był wieloletnim zastępcą redaktora naczelnego „Roczników Chemii” – periodyku Polskiego Towarzystwa Chemicznego od 1953 do 1977. Był autorem ponad 350 publikacji, współautorem 3 książek z zakresu badań własności elektrochemicznych, bioelektrochemii. Był promotorem 44 doktorów.
Zmarł w Warszawie, pochowany 18 września 2003 na cmentarzu Wojskowym na Powazkach (kwatera A 41-2-21).

## Ordery i odznaczenia
- Order Sztandaru Pracy II klasy
- Krzyż Komandorski Orderu Odrodzenia Polski
- Krzyż Kawalerski Orderu Odrodzenia Polski
- Order Krzyża Grunwaldu III klasy
- Krzyż Walecznych (1945)
- Złoty Krzyż Zasługi (27 marca 1947)[3]
- Medal „Za udział w wojnie obronnej 1939”
- Medal 10-lecia Polski Ludowej (14 stycznia 1955)[4]
- Medal za Zasługi dla Obronności Kraju
- Odznaka tytułu Zasłużony Nauczyciel PRL
- Medal Uniwersytetu Warszawskiego (1986)

Źródło:.

## Nagrody
- Nagroda Państwowa III stopnia za osiągnięcia w dziedzinie elektrochemii i badań nad korozją (1955)[6]
- Nagroda Państwowej Rady do spraw Pokojowego Wykorzystania Energii Jądrowej I stopnia (1965)
- liczne nagrody resortowe, w tym I stopnia 1963 oraz 1985